# Communauté de communes du canton d'Aulnay-de-Saintonge
La Communauté de communes du canton d'Aulnay-de-Saintonge est une ancienne communauté de communes française, située dans le département de la Charente-Maritime et la région Poitou-Charentes. Elle a été dissoute le 31 décembre 2013 et ses communes membres ont rejoint la Communauté de communes des Vals de Saintonge.

## Composition
Lors de sa dissolution, elle était composée des 24 communes qui constituent le canton d'Aulnay :
1. Aulnay
2. Blanzay-sur-Boutonne
3. Cherbonnières
4. Chives
5. Contré
6. Dampierre-sur-Boutonne
7. Les Éduts
8. Fontaine-Chalendray
9. Le Gicq
10. Loiré-sur-Nie
11. Néré
12. Nuaillé-sur-Boutonne
13. Paillé
14. Romazières
15. Saint-Georges-de-Longuepierre
16. Saint-Mandé-sur-Brédoire
17. Saint-Martin-de-Juillers
18. Saint-Pierre-de-Juillers
19. Saleignes
20. Seigné
21. La Villedieu
22. Villemorin
23. Villiers-Couture
24. Vinax

## Compétences
- Aménagement de l'espace
  - Création et réalisation de zone d'aménagement concerté (ZAC) (à titre obligatoire)
  - Schéma de secteur (à titre obligatoire)
- Autres
  - Mise en place et gestion d'un système d'information géographique (à titre facultatif)
  - Subvention à la Société protectrice des animaux dans le cadre du financement des actions de ramassage des animaux errants (à titre facultatif)
- Développement et aménagement économique
  - Action de développement économique (Soutien des activités industrielles, commerciales ou de l'emploi, soutien des activités agricoles et forestières...) (à titre obligatoire)
  - Création, aménagement, entretien et gestion de zone d'activités industrielle, commerciale, tertiaire, artisanale ou touristique (à titre obligatoire)
  - Tourisme (à titre obligatoire)
- Développement et aménagement social et culturel
  - Activités culturelles ou socioculturelles (à titre facultatif)
  - Activités périscolaires (à titre facultatif)
  - Activités sportives (à titre facultatif)
  - Construction ou aménagement, entretien, gestion d'équipements ou d'établissements culturels, socioculturels, socioéducatifs, sportifs (à titre optionnel)
  - Établissements scolaires (à titre optionnel)
- Environnement
  - Collecte et traitement des déchets des ménages et déchets assimilés (à titre optionnel)
  - Politique du cadre de vie (à titre optionnel)
  - Protection et mise en valeur de l'environnement (à titre optionnel)
- Logement et habitat
  - Opération programmée d'amélioration de l'habitat (OPAH) (à titre optionnel)
  - Programme local de l'habitat (à titre optionnel)
- Sanitaires et social - Action sociale (à titre optionnel)
- Voirie -  Création, aménagement, entretien de la voirie (à titre optionnel)

## Historique
- 23 décembre 1994 : création de la communauté de communes
- 31 décembre 2013 : dissolution et création de la Communauté de communes des Vals de Saintonge

## Administration
| Période                                  | Période       | Identité           | Étiquette      | Qualité            |
| ---------------------------------------- | ------------- | ------------------ | -------------- | ------------------ |
| juillet 2002                             | décembre 2013 | Jean-Mary Boisnier | MoDem puis FED | Conseiller général |
| Les données manquantes sont à compléter. |               |                    |                |                    |

## Fiscalité
- Régime fiscal (au 01/01/2006): Fiscalité additionnelle sans taxe professionnelle de zone

## Un peu de géographie
- Superficie : 333,88 km2 (soit 4,86 % du département).

Cette structure intercommunale occupe le 3e rang dans le département pour sa superficie, se situant après la Communauté de communes de la Haute-Saintonge (1 631 km2) et la Communauté d'agglomération Royan Atlantique (532 km2). 
- Population en 2006 : 6 590 habitants (soit 1,10 % de la population du département).

- Densité de population en 2006 : 20 hab/km2, (Charente-Maritime : 87 hab/km2).

C'est la communauté de communes  dont la densité de population est la plus faible du département (plus de quatre fois inférieure à la moyenne départementale).
- Évolution annuelle de la population (entre 1999 et 2006): - 0,36 % (+ 1,07 % pour le département).
- Évolution annuelle de la population (entre 1990 et 1999): - 0,36 % (+ 0,61 % pour le département).

- Pas de commune de plus de 2 000 habitants.
- Pas de ville de plus de 15 000 habitants.

Cette structure intercommunale faisait partie des sept communautés de communes de Charente-Maritime à ne pas avoir de commune de plus de 2 000 habitants, les six autres étant la Communauté de communes du canton de Loulay, la Communauté de communes Vignobles et Vals boisés du Pays Buriaud, la Communauté de communes des bassins Seudre-et-Arnoult, la Communauté de communes du canton de Saint-Hilaire-de-Villefranche, la Communauté de communes du Val de Trézence, de la Boutonne à la Devise  et la Communauté de communes Cœur de Saintonge.